# Thomson Township (Missouri)
Thomson Township est un ancien township, situé dans le comté de Scotland, dans le Missouri, aux États-Unis,.
Le township est fondé en 1888 et baptisé en référence aux Thomson, une famille locale.

### Source de la traduction
- (en) Cet article est partiellement ou en totalité issu de l’article de Wikipédia en anglais intitulé « Thomson Township, Scotland County, Missouri » (voir la liste des auteurs).